# Takahisa Nishiyama
Takahisa Nishiyama (西山 貴永 Nishiyama Takahisa?), född 11 juli 1985 i Miyagi prefektur, är en japansk fotbollsspelare.
Nishiyama började sin karriär 2004 i Kawasaki Frontale. Efter Kawasaki Frontale spelade han för Yokohama FC, Vegalta Sendai och Fujieda MYFC. Han avslutade karriären 2015.